# Cheap Trick
Cheap Trick ist eine US-amerikanische Rockband, die 1973 in Rockford, Illinois gegründet wurde.

## Bandgeschichte

### Vorgeschichte
Rick Nielsen und Tom Petersson spielten bereits Ende der 1960er Jahre gemeinsam in einer Band namens Fuse. 1969 veröffentlichten Fuse ein Album über Epic Records. Da der erwünschte Erfolg ausblieb, trennten sich Nielsen und Petersson 1973 von den anderen Musikern. Zusammen mit Brad Carlson, der unter dem Namen Bun E. Carlos bekannt wurde, und Randy „Xeno“ Hogan gründeten sie Cheap Trick.

### Die 1970er Jahre
In den ersten Jahren spielte Cheap Trick einige hundert Konzerte, unter anderem als Vorgruppe für Queen, The Kinks, Kiss und Santana. Während dieser Zeit entstand das Songmaterial, das sie später auf ihren ersten drei Alben verwendeten.
1976 nahm Epic Records die Band unter Vertrag, und bereits im Frühjahr des Folgejahrs wurde das nach der Band benannte Debütalbum veröffentlicht. Das Album war in den USA nicht sonderlich erfolgreich, erreichte aber auf Anhieb Goldstatus in Japan, ebenso wie der noch im selben Jahr eingespielte Nachfolger. Zurückzuführen ist dies auf einen Tourbericht in einer japanischen Zeitschrift, den Nielsen während der Konzertreise mit Queen geschrieben hatte, und der die Band dem japanischen Publikum bereits nähergebracht hatte. Diesen Umstand machte man sich zunutze, und bereits 1978 spielte Cheap Trick eine Tour in Japan, auf der sämtliche Konzerte in kürzester Zeit ausverkauft waren. Hier entstand auch das erste Livealbum, At Budokan, das sich über drei Millionen Mal verkaufte. Damit und mit der daraus ausgekoppelten Single I Want You to Want Me (ihrem ersten Top-10-Hit) gelang Cheap Trick der große Durchbruch in Nordamerika. Im Jahr darauf veröffentlichte die Band mit Dream Police ihr erfolgreichstes Studio-Album. Bei den Aufnahmen zu dieser LP, die mit dem Titelstück und Voices zwei weitere Hits enthielt, ließen Cheap Trick ihrer Vorliebe für die Beatles freien Lauf.

### Die 1980er Jahre
Obwohl der Erfolg vorerst anhielt, verließ Petersson 1980 die Band. Er wurde anfangs von Pete Comita ersetzt, der seinen Platz bald darauf an Jon Brant abgeben musste. Mit Ausnahme von One on One, das Platinstatus erreichte, können die Alben, die in dieser Besetzung eingespielt wurden (Next Position Please von 1983, Standing on the Edge von 1985 und The Doctor von 1986), als Flops bezeichnet werden.
Wenige Wochen vor dessen Tod 1980 nahmen Carlos und Nielsen mit John Lennon und den Studiomusikern Tony Levin und George Small das Stück I’m Losing You auf. Auf Lennons Album Double Fantasy wurde allerdings eine andere Version verwendet; der mit den Cheap-Trick-Mitgliedern eingespielte Track fand sich erst 1998 auf der John Lennon Anthology wieder.
1987 entschied sich Petersson zu einer Rückkehr, und Brant musste seinen Platz wieder räumen. Trotzdem blieb er der Band freundschaftlich verbunden. Zum 25-jährigen Jubiläum 1998 und auch 2004, als Petersson eine Babypause einlegte, trat er gemeinsam mit Cheap Trick auf.

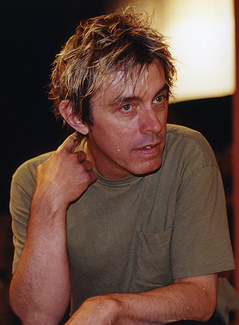
Bassist Tom Petersson im Jahr 1999

Mit Petersson kehrte auch der Erfolg zurück. Das mit ihm aufgenommene Album Lap of Luxury verkaufte sich gut, zwei darauf enthaltene Songs konnten sich in den Top Ten der US-Charts platzieren: The Flame belegte für zwei Wochen Platz eins, Don’t Be Cruel, die Cover-Version eines Elvis-Klassikers, erreichte Position vier. Für dieses Album ließ die Band sich Material von professionellen Songwritern liefern – ein Umstand, der erst an erfolgloseren Nachfolgealben kritisiert wurde.

### Die 1990er Jahre
Nachdem das Album Busted im Jahr 1990 die Erwartungen der Plattenfirma nicht erfüllt hatte (Höchstplatzierung in den Charts: 48), wurde Cheap Trick fallengelassen. Einige Jahre später unterschrieb die Band einen Vertrag bei Warner Music. Nachdem sie das erfolglose Woke Up With a Monster herausgebracht hatten, wurde auch dieser Vertrag beendet. Cheap Trick wagte einen Neuanfang und ging ohne Labelunterstützung auf Tour, unter anderem mit populären Vertretern der damaligen Alternative- und Indie-Szene wie den Smashing Pumpkins und Guided by Voices. Nachdem Cheap Trick mit Steve Albini die Single Baby Talk aufgenommen und über Sub Pop veröffentlicht hatte, spielte die Band 1996 auf Perry Farrels Lollapaloozafestival und unterschrieb einen Vertrag mit dem Independent-Label Red Ant. Die Songs des dort erschienenen zweiten selbstbetitelten Albums schrieben die Bandmitglieder wieder selbst, und auch die Produktion wurde von der Band selbst übernommen. Später gründeten sie ihr eigenes Label, auf dem unter anderem Music for Hangovers erschien, ein Livealbum, das auf vier Konzerten basierte, die die Band anlässlich des 20. Jahrestages ihrer ersten Japantour in Chicago gab. Bei jedem Konzert war eines der ersten vier Studioalben in voller Länge gespielt worden. Auf der Tour zu diesem Album spielte Cheap Trick unter anderem als Support für Pearl Jam.

### Die 2000er-Jahre

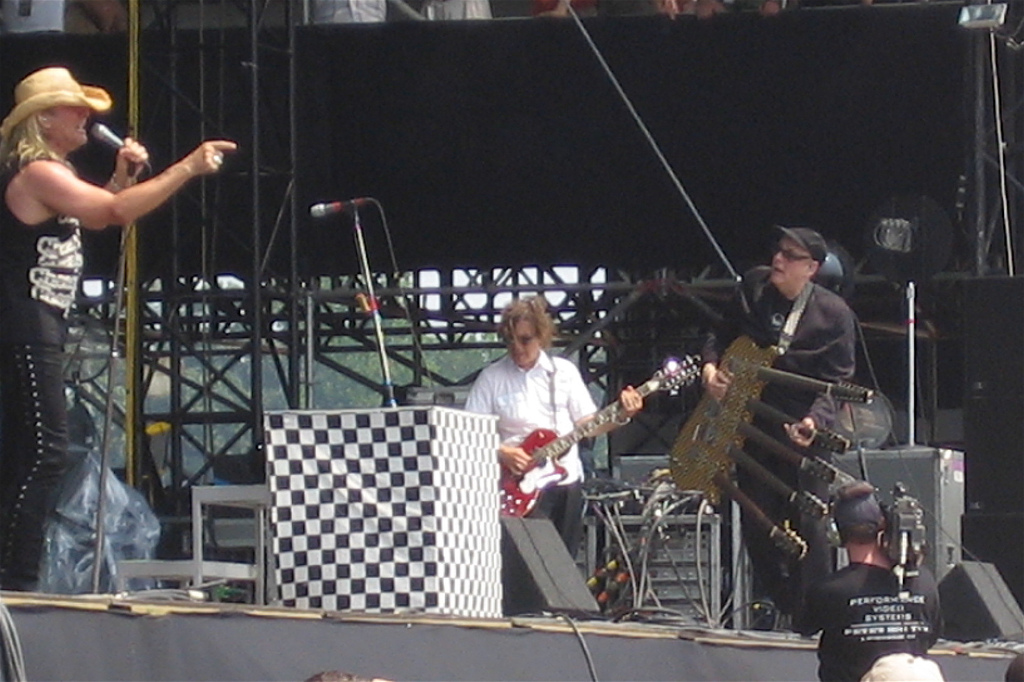
Cheap Trick 2007; Rick Nielsen mit fünfhalsiger Hamer-Gitarre

2001 wurde das Livealbum Silver veröffentlicht, auf dem sich Aufnahmen eines Konzertes zum 25-jährigen Bandjubiläum aus dem Jahr 1999 befinden. Als Gastmusiker sind unter anderem Billy Corgan, Slash und Art Alexakis zu hören. Die Band begann 2001 außerdem, neue Songs zu schreiben, die sie mit dem Dylan-Produzenten Chris Shaw und erneut mit Beteiligung von Steve Albini aufnahmen. Das Ergebnis war das Album Special One, das 2003 veröffentlicht wurde und das das erste Studioalbum nach sechs Jahren war. In die Produktion des darauf enthaltenen Songs Low Life in High Heels war Dan „The Automator“ Nakamura (Gorillaz, Handsome Boy Modeling School) involviert.
2006 brachte Cheap Trick das Album Rockford auf den Markt, benannt nach ihrer Geburts- und Heimatstadt im US-Staat Illinois.

### Die 2010er-Jahre
Seit 2010 spielt Rick Nielsens Sohn Daxx Nielsen Schlagzeug bei Cheap Trick. Der langjährige Drummer Bun E. Carlos blieb der Band jedoch verbunden und hat sie seitdem bei verschiedenen einmaligen Gelegenheiten auch wieder begleitet.
2016 wurden Cheap Trick in der Besetzung Zander, Carlos, Petersson und Rick Nielsen in die Rock and Roll Hall of Fame aufgenommen.

## Einfluss
Cheap Trick ist bis heute eine einflussreiche Band. Ihr Song I Want You to Want Me wurde von Künstlern der unterschiedlichsten Genres gecovert, darunter Letters to Cleo, Lindsay Lohan, Propagandhi und Nada Surf, die einen Teil des Liedes in ihr The Way You Wear Your Head einbauten. Bela B nahm das Lied auf die Setlist zu seiner Code-B-Tour 2009.
Die Beatsteaks veröffentlichten 2002 ein Cover des Songs Hello There auf der Wohnzimmer-EP. Der Song wird auch bei neueren Live-Auftritten der Beatsteaks gespielt und ist auf dem Live-Album Kanonen auf Spatzen vertreten. Auch Big Black veröffentlichten mit He’s a Whore ein Cheap-Trick-Cover. Kurt Cobain sagte über seine Band Nirvana: „We sound just like Cheap Trick only the guitars are louder.“ (Wir klingen genau wie Cheap Trick, nur die Gitarren sind lauter.) Auch Billy Corgan, der Sänger von The Smashing Pumpkins meinte, dass sein Gesang von Cheap Trick beeinflusst sei. 2010 coverte Vince Neil He's A Whore auf seinem Album Tattoos & Tequila.
Die Band Hot Rod Circuit nahm 2004 einen Song namens Cheap Trick auf, der Bezug auf die Band nimmt („… and just like Cheap Trick I surrender“). In Matt Groenings Serie Die Simpsons outen sich sowohl Homer Simpson wie auch Apu als Cheap-Trick-Fans. Die Titelmelodien der Sendung The Colbert Report und der Fernsehserie Die wilden Siebziger stammen von Cheap Trick (wobei letztere ein Cover eines Big-Star-Songs ist). Außerdem waren Cheap Trick auf mehreren Soundtracks vertreten, darunter Roadie (1980, Everything Works If You Let It), Heavy Metal (1981, Reach out, You must be dreaming), Detroit Rock City (1999, Surrender), Private Parts (1997, I Want You To Want Me) und Top Gun (1986, Mighty Wings) .

## Diskografie
Studioalben

| Jahr | Titel                     | Höchstplatzierung, Gesamtwochen, AuszeichnungChartplatzierungen (Jahr, Titel, Platzierungen, Wochen, Auszeichnungen, Anmerkungen) | Höchstplatzierung, Gesamtwochen, AuszeichnungChartplatzierungen (Jahr, Titel, Platzierungen, Wochen, Auszeichnungen, Anmerkungen) | Höchstplatzierung, Gesamtwochen, AuszeichnungChartplatzierungen (Jahr, Titel, Platzierungen, Wochen, Auszeichnungen, Anmerkungen) | Höchstplatzierung, Gesamtwochen, AuszeichnungChartplatzierungen (Jahr, Titel, Platzierungen, Wochen, Auszeichnungen, Anmerkungen) | Höchstplatzierung, Gesamtwochen, AuszeichnungChartplatzierungen (Jahr, Titel, Platzierungen, Wochen, Auszeichnungen, Anmerkungen) | Anmerkungen                                                                                  |
| Jahr | Titel                     | DE | AT | CH | UK | US | Anmerkungen                                                                                  |
| ---- | ------------------------- | --- | --- | --- | --- | --- | -------------------------------------------------------------------------------------------- |
| 1977 | Cheap Trick               | — | — | — | — | — | Erstveröffentlichung: 3. Februar 1977                                                        |
| 1977 | In Color                  | — | — | — | — | US73 Platin · (12 Wo.)US | Erstveröffentlichung: September 1977 Produzent: Tom Werman                                   |
| 1978 | Heaven Tonight            | — | — | — | — | US48 Platin · (22 Wo.)US | Erstveröffentlichung: 24. April 1978 Produzent: Tom Werman                                   |
| 1979 | Dream Police              | DE56 (6 Wo.)DE | — | — | UK41 (5 Wo.)UK | US6 Platin · (25 Wo.)US | Erstveröffentlichung: 21. September 1979 Produzent: Tom Werman                               |
| 1980 | All Shook Up              | — | — | — | — | US24 Gold · (15 Wo.)US | Erstveröffentlichung: 24. Oktober 1980 Produzent: George Martin                              |
| 1982 | One on One                | — | — | — | UK95 (1 Wo.)UK | US39 Gold · (27 Wo.)US | Erstveröffentlichung: 30. April 1982 Produzent: Roy Thomas Baker                             |
| 1983 | Next Position Please      | — | — | — | — | US61 (11 Wo.)US | Erstveröffentlichung: 15. August 1983 Produzenten: Cheap Trick, Todd Rundgren, Ian Taylor    |
| 1985 | Standing on the Edge      | — | — | — | — | US35 (18 Wo.)US | Erstveröffentlichung: 19. Juli 1985 Produzent: Jack Douglas                                  |
| 1986 | The Doctor                | — | — | — | — | US115 (9 Wo.)US | Erstveröffentlichung: November 1986 Produzent: Tony Platt                                    |
| 1988 | Lap of Luxury             | — | — | — | — | US16 Platin · (47 Wo.)US | Erstveröffentlichung: 12. April 1988 Produzent: Richie Zito                                  |
| 1990 | Busted                    | — | — | — | — | US48 (17 Wo.)US | Erstveröffentlichung: 27. Juni 1990 Produzent: Richie Zito                                   |
| 1994 | Woke Up with a Monster    | — | — | — | — | US123 (2 Wo.)US | Erstveröffentlichung: 22. März 1994 Produzent: Ted Templeman                                 |
| 1997 | Cheap Trick               | — | — | — | — | US99 (2 Wo.)US | Erstveröffentlichung: 29. April 1997 Produzenten: Cheap Trick, Ian Taylor                    |
| 2003 | Special One               | — | — | — | — | US128 (1 Wo.)US | Erstveröffentlichung: 22. Juni 2003 Produzenten: Cheap Trick, Chris Shaw                     |
| 2006 | RockFord                  | — | — | — | — | US101 (2 Wo.)US | Erstveröffentlichung: 6. Juni 2006 Produzenten: Cheap Trick, Linda Perry                     |
| 2009 | The Latest                | — | — | — | — | US78 (1 Wo.)US | Erstveröffentlichung: 23. Juni 2009 Produzenten: Cheap Trick, Howard Willing, Julian Raymond |
| 2016 | Bang, Zoom, Crazy … Hello | — | — | — | — | US31 (3 Wo.)US | Erstveröffentlichung: 1. April 2016 Produzenten: Cheap Trick, Julian Raymond                 |
| 2017 | We’re All Alright!        | — | — | — | — | US63 (1 Wo.)US | Erstveröffentlichung: 16. Juni 2017 Produzenten: Cheap Trick, Julian Raymond                 |
| 2017 | Christmas Christmas       | — | — | — | — | — | Erstveröffentlichung: 20. Oktober 2017                                                       |
| 2021 | In Another World          | DE49 (1 Wo.)DE | — | CH30 (1 Wo.)CH | — | US142 (1 Wo.)US | Erstveröffentlichung: 9. April 2021                                                          |

grau schraffiert: keine Chartdaten aus diesem Jahr verfügbar